# Alter Jüdischer Friedhof Velbert-Neviges

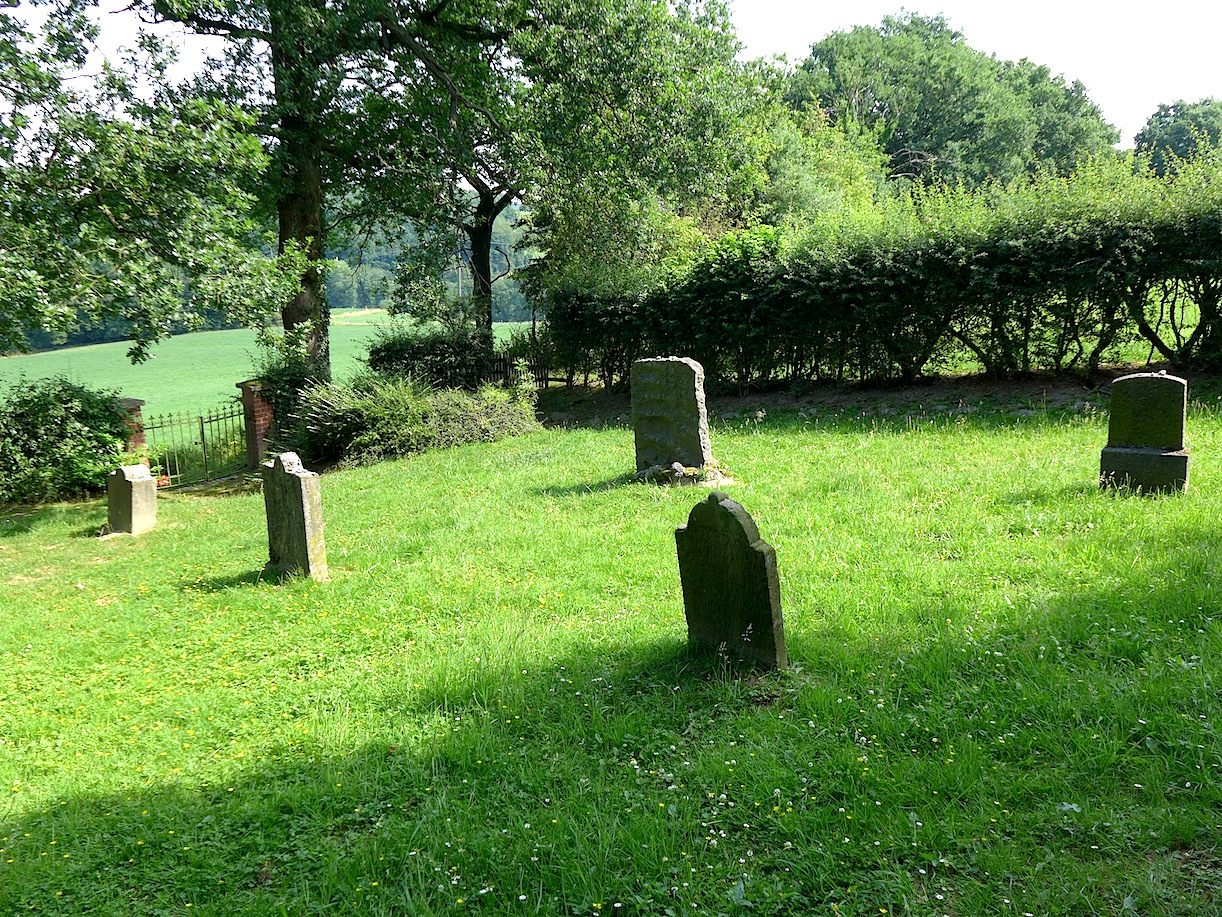
Alter Jüdischer Friedhof „am Kuhlendahl“

Der Jüdische Friedhof Neviges ist ein jüdischer Friedhof im Stadtteil Neviges in der Stadt Velbert im Kreis Mettmann (Nordrhein-Westfalen). Er liegt am Zwingenberger Weg.

## Geschichte
In der Herrschaft Hardenberg rund um Neviges lebten 1804 158 Juden, im Jahr 1849 in Neviges selbst 59. 1880 lebten 44 und 1932 nur noch 14 Juden in Neviges, das zur Synagogengemeinde Elberfeld gehörte, die 1932 an Wuppertal-Elberfeld angeschlossen wurde. Ein Betraum ist am Ende des 18. Jahrhunderts belegt, das zuletzt genutzte, inzwischen baufällige Bethaus wurde 1929 abgerissen. Der Friedhof „am Kuhlendahl“ wurde 1791 angelegt und bis 1929 belegt, bis 1810 auch von Elberfelder Juden. Erweiterungen erfolgten in den Jahren 1844, 1859 und 1887. Auf dem noch erhaltenen Begräbnisplatz sind 23 Grabsteine erhalten.

## Begräbnisplatz für sowjetische Kriegsgefangene

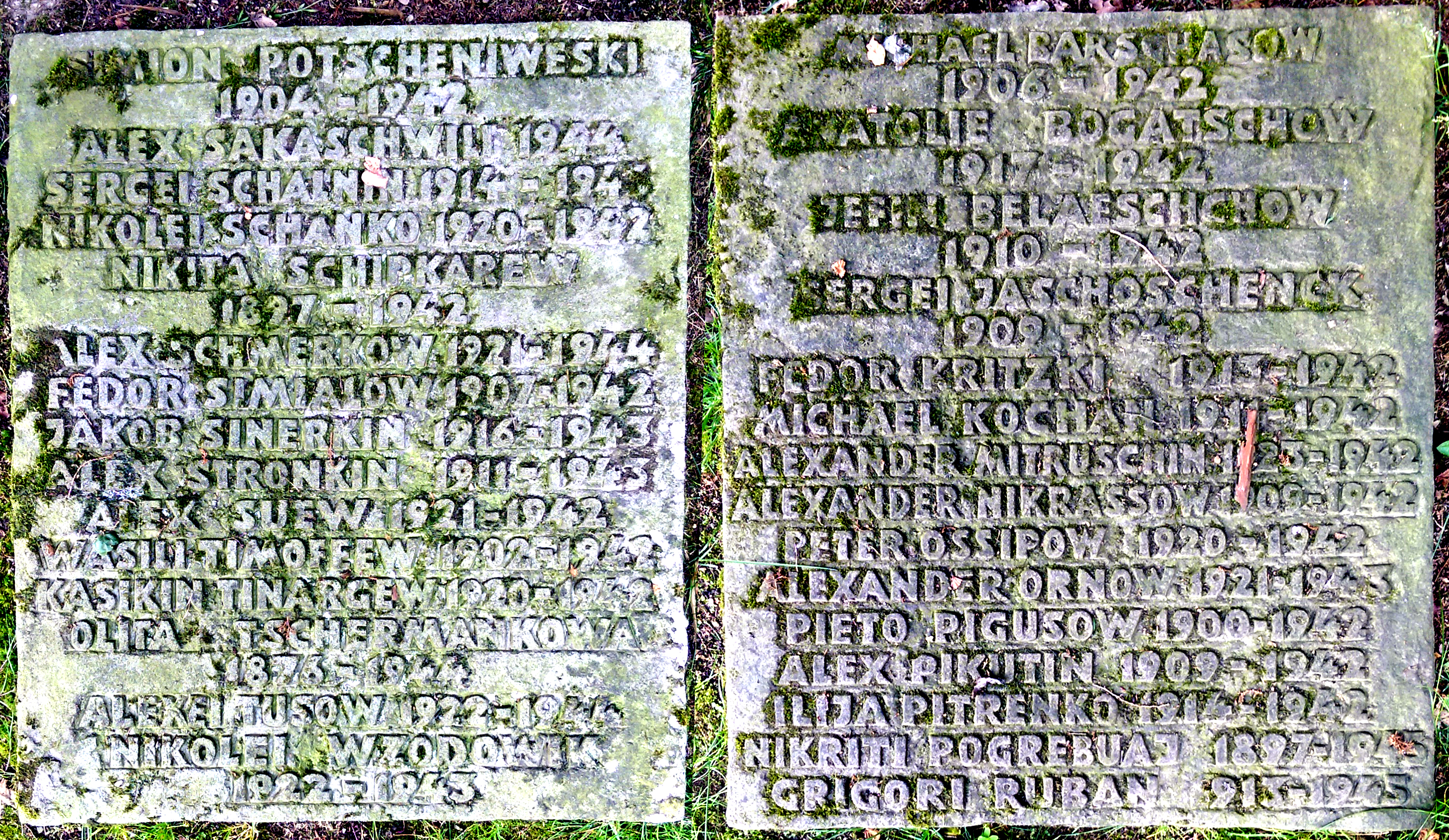
Grabmal für sowjetische Kriegsgefangene

Im Zweiten Weltkrieg wurden hier zwischen 1942 und 1945 auch 30 sowjetische Soldaten und Zivilisten beigesetzt. Das gemeinsame Grabmal mit zwei Bodenplatten, welche alle Namen wiedergeben, befindet sich nahe am Ausgang des Friedhofs.